# Новоандреевка (Челябинская область)
Новоандре́евка — село в Миасском городском округе Челябинской области.

## География
Расположено на берегу реки Миасс, в месте впадения в неё реки Тыелги. Расстояние до Миасса — 34 км.

## Население
| 2002 | 2010 |
| ---- | ---- |
| 859  | ↘832 |

По данным Всероссийской переписи, в 2010 году численность населения села составляла 832 человека (391 мужчина и 441 женщина).

## Улицы
Уличная сеть села состоит из 11 улиц.